# 布鲁诺·阿尔维斯
布鲁诺·爱德华多·雷古费·阿尔维斯（ComM，1981年11月27日—），葡萄牙足球运动员，司職後衛，现效力希臘超級足球聯賽球隊艾普隆斯邁恩斯。

## 生平
這名球員有巴西人血統，因其父乃巴西人，其母則是葡萄牙人。出身於波圖，早年多次被外借至國內其他小型球會，至2005年起才由波圖收回。他以其身材和制空能力見稱，其間他與巴西人組成後防中路組合，協助球會贏得三屆葡超聯賽冠軍(2005-06、2006-07、2007-08)。
他於2007年夏季獲選入葡萄牙國家隊。
2008年歐洲國家盃僅於分組賽一場無關痛癢的賽事中上陣。
2010年以后，布鲁诺·阿尔维斯逐渐成为国家队主力球员，在2012年欧洲足球锦标赛上他成为首发中后卫，随球队一路闯进半决赛，但是在半决赛中与西班牙的点球大战中，阿尔维斯先是与队友沟通不利弄错了出场顺序，随后又罚失了点球，导致葡萄牙点球2-4不敌对手无缘决赛。
2014年，阿尔维斯随队参加了在巴西进行的世界杯，作为首发中后卫参加了所有的三场小组赛比赛。
2016年，他再次入选欧洲杯葡萄牙队的大名单中，虽然他的主力位置已经被若泽·丰特夺走，但是在与威尔士的半决赛中，阿尔维斯临危受命，顶替停赛的佩佩出战，最终帮助葡萄牙成功战胜对手，并且随后随队伍获得了本届欧洲杯的冠军。
2017年，布鲁诺·阿尔维斯再度随葡萄牙队参加了在俄罗斯进行的联合会杯，在本届比赛中发挥稳定，帮助球队获得了赛事的季军。

## 榮譽
- 葡超聯賽冠軍：2005-06、2006-07、2007-08、2010-11
- 歐霸盃冠軍：2010-11
- 葡萄牙超級盃 冠軍: 2010-11